# Виноградово (Никольский район)
Виноградово — упразднённая деревня в Никольском районе Вологодской области.
Входила в состав Никольского сельского поселения (ранее Нигинского, с точки зрения административно-территориального деления — в Нигинский сельсовет.
Расстояние по автодороге до районного центра Никольска — 37 км, до центра муниципального образования Нигино — 14 км. Ближайшие населённые пункты — Кошелево, Левкин, Ивантец.
По данным переписи в 2002 году постоянного населения не было.
Упразднена 9 января 2021 года.